# Stile Fosbury

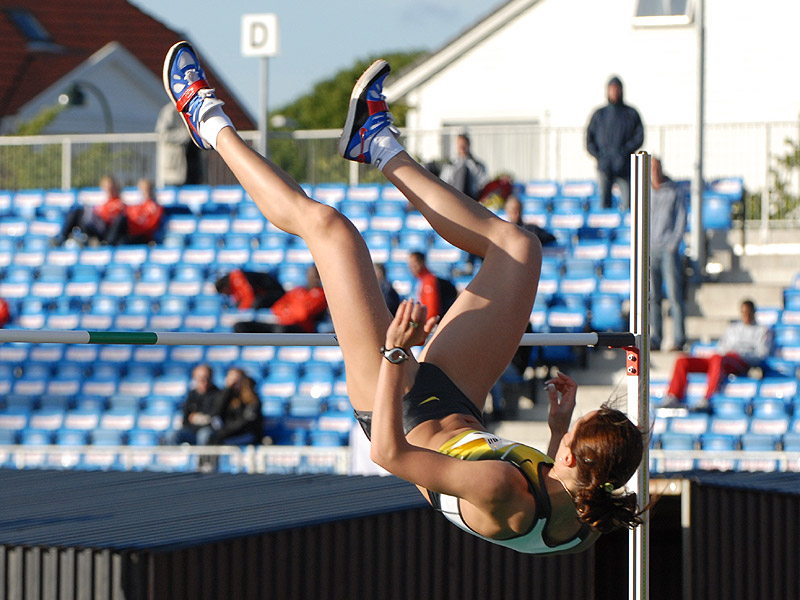
La parte finale di un salto effettuato con stile Fosbury

Lo stile Fosbury, o semplicemente Fosbury, è una tecnica utilizzata nel salto in alto, che si differenzia dalle precedenti per il fatto che l'atleta esegue il salto con la schiena rivolta verso l'asticella.

## Tecnica
La caratteristica principale è che il centro di massa rimane sotto l'asticella, per cui lo sforzo è minore rispetto allo scavalcamento ventrale. Tale risultato si ottiene grazie a una rincorsa con traiettoria curvilinea, che ha la capacità di ottenere nel momento dello stacco, eseguito volgendo il dorso all'asta, una combinazione di energia centrifuga ed elevazione in un movimento che risulta obliquo all'ostacolo, rispetto al classico scavalcamento verticale ad angolo quasi retto.
L'invenzione della tecnica è tradizionalmente attribuita a Dick Fosbury, che grazie a essa vinse la medaglia d'oro ai Giochi olimpici di Città del Messico 1968. In realtà essa era stata eseguita anche da alcuni altri atleti negli anni precedenti (su tutti la primatista canadese Debbie Brill, che cominciò ad usare questo tipo di salto nel 1966 a 13 anni), ma senza successi di rilievo. Fu solo grazie all'affermazione di Fosbury che la tecnica ebbe grande seguito e divenne praticamente l'unica utilizzata a livello agonistico, soppiantando la tecnica dello scavalcamento ventrale (nella quale il salto avviene con proiezione del corpo in avanti).Alla fine del salto le gambe sono piegate e proiettate verso l'alto per non toccare l'asta.